# IC 3967
IC 3967 ist eine linsenförmige Galaxie mit aktivem Galaxienkern vom Hubble-Typ S0 im Sternbild Jagdhunde am Nordsternhimmel. Sie ist schätzungsweise 372 Millionen Lichtjahre von der Milchstraße entfernt und hat einen Durchmesser von etwa 45.000 Lj.

Im selben Himmelsareal befinden sich u. a. die Galaxien IC 3940, IC 3966, IC 4028, IC 4049.
Das Objekt wurde am 21. März 1903 von Max Wolf entdeckt.